# Дом, в котором жила семья революционеров Кадомцевых
Дом, в котором жила семья революционеров Кадомцевых — памятник архитектуры. Расположен в Уфе, современный адрес дома — улица Пушкина, 52б.
Деревянное окрашенное в зелёный цвет одноэтажное здание окружено высокими домами. Некоторое время в нём был расположен музей, на 2024 год помещения сдавались под офисы, в мае здание было выставлено на продажу. На стене здания расположена мемориальная доска: «В этом доме в 1898—1903 гг. проживала семья профессиональных революционеров Кадомцевых. Летом 1900 г. его неоднократно посещали В. И. Ленин и Н. К. Крупская».
При реставрации здание, стоявшее изначально вплотную к тротуару с южной стороны улицы, было перенесено вглубь квартала.